# Abarema
Abarema es un género de grandes árboles perteneciente a la familia Fabaceae. Son especies tropicales que están distribuidas por América desde México (Abarema idiopoda) hasta Bolivia. La mayoría de las especies se encuentran en la cuenca del Amazonas y en las tierras altas de Guyana. Tienen el follaje verde oscuro con hojas bipinnadas. De acuerdo a la revisión de Barneby y Grimes (1996).
Comprende 124 especies descritas y de estas, solo 51 aceptadas.

## Descripción
Son árboles o arbustos inermes; plantas hermafroditas. Hojas bipinnadas; pecíolos glandulares. Inflorescencias en espigas o racimos cortos (oblongos) o largos, a veces corimbosas; estambres más de 10, monadelfos. Fruto generalmente grueso, exocarpo café-rojizo, membranoso-coriáceo, mesocarpo muy desarrollado en algunas especies y de hasta 2 cm de grueso, dehiscente, tardíamente dehiscente o indehiscente; semillas ocre-amarillentas, cafés, azules o marfil, testa coriácea, arilo ausente.

## Taxonomía
El género fue descrito por Henri François Pittier   y publicado en Trabajos del Museo Comercial de Venezuela 2 1927 	La especie tipo es: Pithecellobium auaremotemo Mart.

## Especies
- Abarema abbottii (Rose & Leonard) Barneby & J.W.
- Abarema acreana (J.F.Macbr.) L.Rico
- Abarema adenophora (Ducke) Barneby & J.W. Grimes
- Abarema adenophorum (Ducke) Barneby & J.W.Grimes
- Abarema agropecuaria Barneby & J.W.Grimes
- Abarema alexandri (Urb.) Barneby & J.W.Grimes
- Abarema asplenifolia (Griseb.) Barneby & J.W.Grimes
- Abarema auriculata (Benth.) Barneby & J.W.Grimes
- Abarema barbouriana (Standl.) Barneby & J.W.Grimes
- Abarema brachystachya (DC.) Barneby & J.W.Grimes
- Abarema callejasii Barneby & J.W.Grimes
- Abarema campestris (Benth.) Barneby & J.W.Grimes
- Abarema centiflora Barneby & J.W.Grimes
- Abarema cochleata (Willd.) Barneby & J.W.Grimes
- Abarema cochliocarpos (Gomes) Barneby & J.W.Grimes
- Abarema commutata Barneby & J.W.Grimes
- Abarema curvicarpa (H.S.Irwin) Barneby & J.W.Grime
- Abarema cyclosperma (DC.) Kosterm.
- Abarema ferruginea (Benth.) Pittier
- Abarema filamentosa (Benth.) Pittier
- Abarema floribunda (Benth.) Barneby & J.W.Grimes
- Abarema gallorum Barneby & J.W.Grimes
- Abarema ganymedea Barneby & J.W.Grimes
- Abarema glauca (Urb.) Barneby & J.W.Grimes
- Abarema idiopoda (S.F.Blake) Barneby & J.W.Grime
- Abarema josephi Barneby & J.W.Grimes
- Abarema jupunba (Willd.) Britton & Killip
- Abarema killipii (Britton & Killip) Barneby & J.
- Abarema laeta (Benth.) Barneby & J.W. Grimes
- Abarema langsdorffii (Benth.) Barneby & J.W. Grimes
- Abarema langsdorfii Benth.
- Abarema lehmannii (Britton & Killip) Barneby & J.
- Abarema leucophylla (Benth.) Barneby & J.W.Grimes
- Abarema levelii (Cowan) Barneby & J.W.Grimes
- Abarema longipedunculata (H.S.Irwin) Barneby & J.W.Grime
- Abarema lovellae (Bailey) Kosterm.
- Abarema macradenia (Pittier) Barneby & J.W.Grimes
- Abarema mataybifolia (Sandwith) Barneby & J.W. Grimes
- Abarema microcaly (Benth.) Barneby & J.W.Grimes
- Abarema muellerana (Maiden & R. Baker) Kosterm.
- Abarema nipensis (Britton) Barneby & J.W.Grimes
- Abarema obovalis (A.Rich.) Barneby & J.W.Grimes
- Abarema obovata (Benth.) Barneby & J.W.Grimes
- Abarema oppositifolia (Urb.) Barneby & J.W.Grimes
- Abarema oxyphyllidia Barneby & J.W.Grimes
- Abarema piresii Barneby & J.W.Grimes
- Abarema racemiflora (Donn.Sm.) Barneby & J.W.Grimes
- Abarema ricoae Barneby & J.W.Grimes
- Abarema turbinata (Benth.) Barneby & J.W.Grimes
- Abarema villifera (Ducke) Barneby & J.W.Grimes
- Abarema zollerana (Standl. & Steyerm.) Barneby

### Especies excluidas porsinonimia
- Abarema bigemina sin. de Archidendron bigeminum
- Abarema grandiflora sin. de Archidendron grandiflorum
- Abarema hendersonii sin. de Archidendron hendersonii